# Alexej Butakov
Alexej Ivanovič Butakov (rusky Алексей Иванович Бутаков) (19. února 1816 – 28. června 1869, Schwalbach am Taunus, Německo) byl ruský kontradmirál, jeden z prvních průzkumníků Aralského jezera.

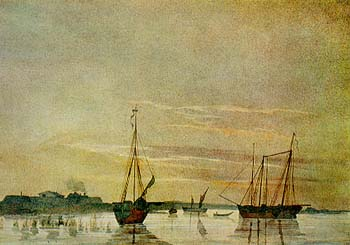
T. Ševčenko – Škunery Aralské expedice

## Život
Butakov pocházel z vojenské, námořnické rodiny. Jeho otec byl viceadmirálem a všech 5 synů A.I. Butakova si vybralo námořní kariéru. Po ukončení Námořního vojenského učiliště v Sankt-Petěrburgu v roce 1832, sloužil ve flotě a v roce 1840 se zúčastnil plavby Kronštadt – Mys Dobré naděje – Kamčatka – Mys Horn – Kronštadt jako starší důstojník na lodi „Abo“.

## První aralská expedice

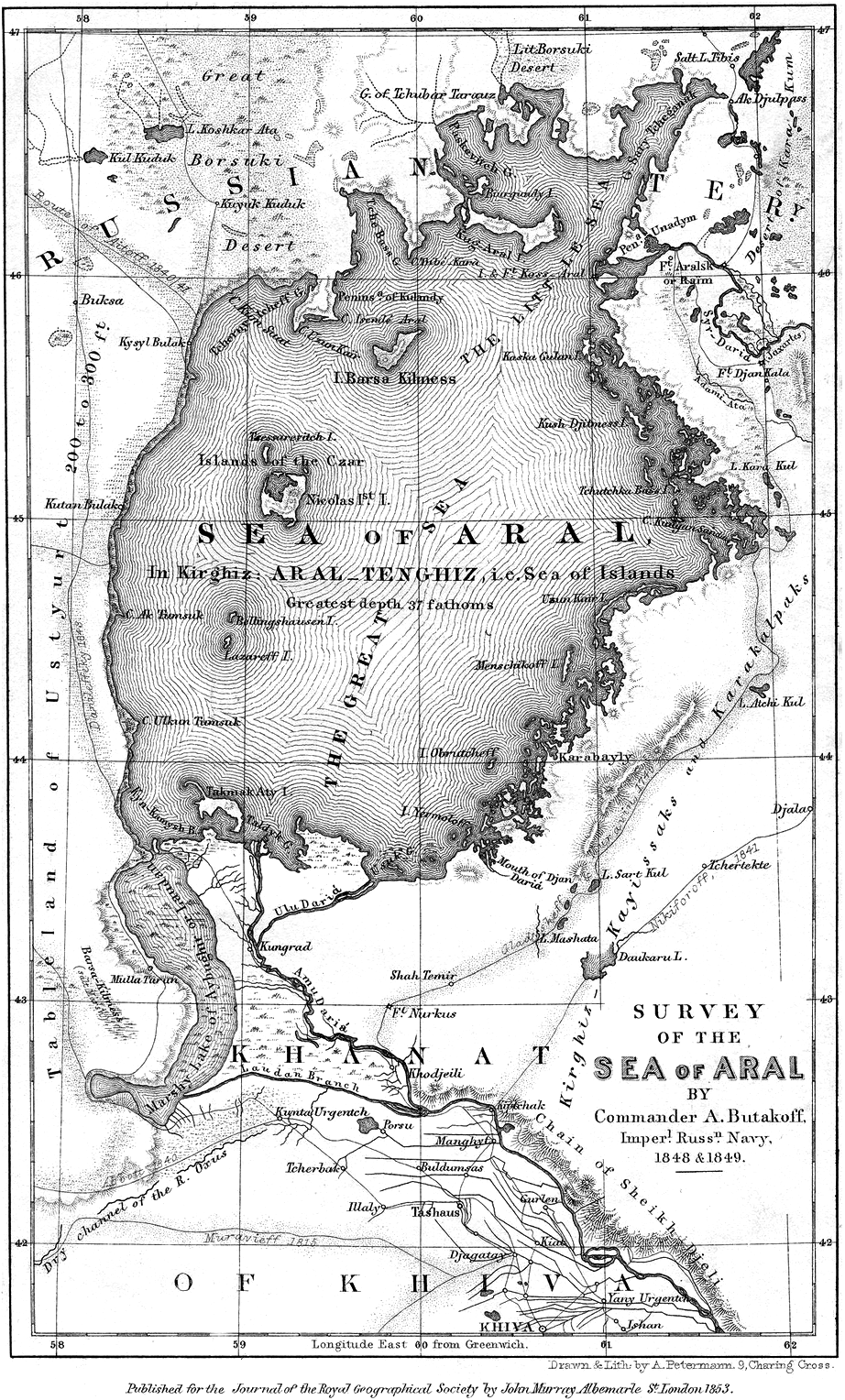
Mapa Aralského jezera A. Butakova (Londýn 1853)

V roce 1848 byl Butakov jmenován velitelem expedice, která měla za cíl prozkoumání Aralského jezera. V Orenburgu byla postavena loď „Konstantin“ do léta 1848 byla dopravena do Raimské pevnosti nedaleko ústí Syrdarji.
V posádce lodi na první plavbě byl ve funkci malíře Taras Ševčenko, ukrajinský básník a buditel, tou dobou pobývající ve vyhnanství v Orenburgu. Na konci srpna 1849 byly práce na popisu Aralského jezera ukončeny. Byl proveden všeobecný průzkum Aralu, změřeny hloubky, podrobně zaměřen ostrov Barsa-Kelmes, objeveno a popsáno souostroví Vozrožděnija, byla provedena astronomická pozorování, meteorologická měření, popsány stavy ledu v zimním období, a byla sestavena sbírka minerálů, předaných následně do důlního institutu v Sankt-Petěrburgu a sbírka flóry. 27. ledna 1849 byl Butakov přijat za člena Ruské geografické společnosti.
V roce 1850 byla na základě Butakovových výzkumů Hydrografickým oddělením Ministerstva námořnictva vydána první námořní mapa Aralského jezera. V roce 1853 publikoval tuto mapu ve zmenšené podobě jako přílohu článku «Survey of the Sea of Aral» ve věstníku Královské geografické společnosti «The Journal of the Royal Geographical Society» v Londýně.
V témž roce 1850 byl Butakov vyslán do Švédska z důvodu objednávky 2 lodí pro Aralskou flotilu. V roce 1852 byly parníky „Perovskij“ a „Obručev“ dodány v rozebraném stavu do pevnosti Raim.

## Další aralské výpravy
Další výzkumy Aralského jezera byly prováděny současně s vojenskými operacemi při obsazování středoasijských území Ruskem, kterých se Aralská flotila zúčastnila. V roce 1853 se „Perovskij“ účastnil obsazení kokandské pevnosti Ak-Mechet. Na podzim 1854 byla aralská loděnice přenesena do Kazalinsku, a v roce 1855 byl podrobně popsán tok řeky Syrdarji až do vzdálenosti 85 km za Ak-Mechet. Aralská válečná flotila chránila lodní dopravu, zabezpečovala vojenské transporty, prováděla hydrografické práce. Všechny parníky i pomocné lodě byly vybaveny děly. V červnu 1858 se Butakov vydal na parníku „Perovskij“ po řece Amudarje do města Kungrad. Odtud poskytoval podporu ruskému vyslanectví v Chivě. Když se v roce 1859 Butakov s výsadkem 140 mužů účastnil bojových akcí u Kungradu, byl proveden výzkum a popsán tok Amudarji až do Nukusu.
V lednu 1860 byl A. I. Butakov vyslán do Anglie a USA z důvodu objednávky dvou parníků, plovoucího doku a nákladní lodi pro Aralskou flotilu. V roce 1862 byly oba parníky „Aral“ a „Syrdarja“ spuštěny na vodu v Kazalinsku. V průběhu léta 1863 byl popsán tok Syrdarji od Perovsku v délce 807 km.

## Poslední léta
V roce 1864 Butakov přijel do Sankt-Petěrburgu a pokračoval ve službě na Baltském moři. V roce 1865 byl jmenován mladším velitelem křižníkové eskadry Baltské floty, v roce 1867 byl povýšen na kontradmirála.
Za výzkum Aralského jezera byl jmenován čestným členem Berlínské geografické společnosti a v roce 1867 obdržel zlatou medaili Londýnské geografické společnosti za výzkum Aralského jezera a ústí Amudarji.
Zemřel v Německu, ve městě Schwalbach, kde pobýval z léčebných důvodů.